# Caterina Franceschi Ferrucci
Caterina Franceschi Ferrucci (Narni, 26 gennaio 1803 – Firenze, 28 febbraio 1887) è stata una scrittrice, poetessa, patriota ed educatrice italiana, ricordata per essere stata la prima donna a essere nominata membro dell'Accademia della Crusca nel 1871.

## Biografia
Caterina Franceschi era la figlia di Antonio Franceschi, medico e uomo politico - era stato ministro della Repubblica romana nel 1798 - e della contessa Maria Spada di Cesi. Nel 1808, anno in cui Napoleone decretò l'annessione delle Marche al Regno d'Italia, il padre fu nominato medico condotto a Osimo e Caterina, per un incidente, perdette l'uso di un occhio. Ebbe un'educazione umanistica, guidata da un sacerdote, Francesco Fuina, acquisendo un'ottima conoscenza della lingua e della letteratura latina oltre che dei classici italiani.
Durante la sua vita si distinse per la sua cultura e per il suo operato nel diffonderla con una marcata impronta patriottica, tanto da essere lodata da politici come Camillo Benso, conte di Cavour, intellettuali del rango di Vincenzo Gioberti e letterati come Alessandro Manzoni.
Nel 1823 la famiglia si trasferì a Macerata e Caterina iniziò lo studio della lingua greca. Nel 1824 scrisse Intorno alla più degna gloria dello scrivere, vietata dalla censura pontificia, e nel 1826 Sull'imitazione dei classici, prendendo posizione, nella polemica letteraria tra romantici e classicisti, a favore di questi ultimi: la cultura classica, scrisse, non ha solo un intrinseco valore estetico, ma anche formativo e politico, potendo costituire principio ispiratore di un rinnovamento dell'Italia che la riporti all'antica grandezza.

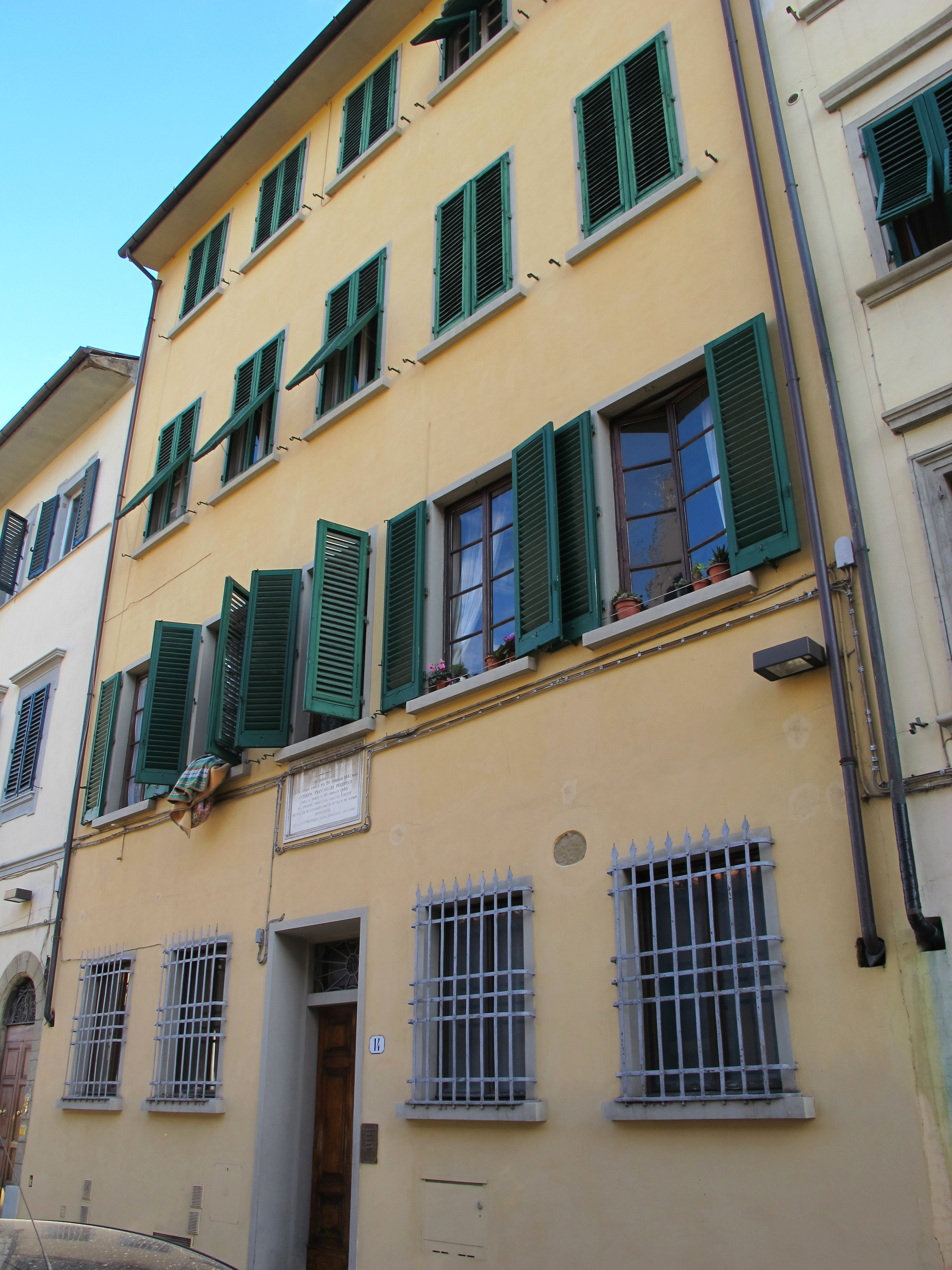
La casa di Caterina Franceschi in via di Mezzo a Firenze, dove è ricordata da una targa

La sua attività non passò inosservata: Giacomo Leopardi conobbe e lodò la sua traduzione del De amicitia di Cicerone e nel 1826 scrisse di lei al Puccinotti, augurandosi che potesse diventare una protagonista del rinnovamento sociale e letterario italiano, sia con la poesia che con «la prosa e la filosofia [...] come hanno fatto e fanno le donne più famose delle altre nazioni», in modo da essere «un vero onor dell'Italia». Ed effettivamente la Franceschi coltivava lo studio della filosofia sotto l'insegnamento di Paolo Costa, il quale cercava di accordare il sensismo di Condillac con le esigenze dello spiritualismo religioso.
Il 26 settembre 1827 sposò a Macerata il latinista Michele Ferrucci, già insegnante di liceo e, da quell'anno stesso, professore di Arte oratoria e Poetica latina e italiana all'Università di Bologna, città nella quale la Franceschi si trasferì, inserendosi nell'ambiente intellettuale e conoscendovi Pietro Giordani; nel 1828, all'«Accademia dei Felsinei», lesse il suo Inno alla Morte e poi l'Inno alla Provvidenza. Nel 1829 nacque il figlio Antonio, mentre la seconda figlia, Rosa, nascerà nel 1835.
Insieme al marito Caterina aderì al moto rivoluzionario del 1831: la loro partecipazione si limitò ad alcuni scritti, in uno dei quali il pur cattolico Ferrucci chiamava il dominio pontificio «acerbissima tirannide». Quando in aprile fu ristabilito anche a Bologna il potere temporale, Ferrucci fu in un primo tempo estromesso dall'insegnamento e poi riammesso dopo un'umiliante ritrattazione. Guardato con sospetto e negatagli ogni possibilità di avanzamento di carriera, nel 1836 Ferrucci decise di trasferirsi con Caterina ed i due figli a Ginevra, presso la cui Università aveva ottenuto, grazie alle raccomandazioni di Camillo Cavour e del latinista Carlo Boucheron, la cattedra di letteratura latina.
A Ginevra Caterina tenne in francese, dal 1838, un libero corso sulla letteratura italiana, inaugurato con la lezione L'état actuel de la poésie en Italie (Lo stato attuale della poesia in Italia), trattandovi il tema della contrapposizione tra romantici e classicisti sotto una visuale più equilibrata che nel passato, criticando, nel moderno classicismo, la stanca imitazione degli antichi e apprezzando di contro le novità introdotte dalla letteratura romantica, quali i temi storici e l'ispirazione cristiana.
Restava tuttavia la nostalgia dell'Italia: dopo aver cercato invano un accomodamento con le autorità pontificie, il Ferrucci riuscì a ottenere nell'ottobre del 1843 la cattedra di storia e archeologia all'Università di Pisa e, dal 1845, quella di lettere classiche. Le illusioni, indotte anche nella famiglia Ferrucci dall'elezione di Pio IX, spinsero Michele a partecipare alle manifestazioni filopapali organizzate a Livorno nel 1847 da Giuseppe Montanelli e ad arruolarsi, insieme con il figlio Antonio, nel battaglione degli studenti toscani che combatterono vittoriosamente il 29 maggio 1848 a Curtatone.
Da parte sua, Caterina inviò al nuovo pontefice i componimenti elogiativi l'Esaltazione al pontificato e l'Amnistia, pubblicò articoli politici sul quotidiano bolognese Il Felsineo e il libretto Della repubblica in Italia: considerazioni, uscito a Milano nel 1848. Inviò lettere al Minghetti e, naturalmente, al marito e al figlio, nelle quali la Franceschi mostrava un notevole spirito patriottico e liberale ed esortava i famigliari a compiere fino in fondo il loro dovere di combattenti. Con la restaurazione austriaca, seguita alla sconfitta del movimento liberale, il moderato Ferrucci si adeguò tuttavia al nuovo clima, salvando così la propria cattedra universitaria dalle epurazioni ordinate dal granduca Leopoldo tra i professori democratici e ottenendo anche quella di letteratura italiana.
Nel 1847 Caterina aveva intanto pubblicato a Torino il volume Della educazione morale della donna Italiana, in cui affrontava il tema dell'istruzione femminile. Sulla base delle idee di Vincenzo Gioberti, la Franceschi sosteneva che devono essere le madri ad assumersi l'onere di educare i figli - e non già la scuola clericale - e pertanto esse stesse devono essere istruite a svolgere un compito tanto delicato e impegnativo. I principi fondanti dell'educazione consistono nello sviluppo dell'idea del buono, del vero e del bello nelle menti dei fanciulli, in modo che nelle generazioni degli I
Italiani si produca un profondo rinnovamento civile e spirituale.
Non si deve ritenere che la Franceschi sviluppasse una teoria femminista di eguaglianza tra uomo e donna. Assegnare alla donna un ruolo determinante nell'educazione dei figli non significava riconoscere nemmeno implicitamente una parità sociale e civile tra i due sessi: «Gli uomini s'ebbero in particolar distintivo la forza dell'intelletto e la gagliardia delle membra: noi avemmo dalla natura a dote speciale la soavità degli affetti e la tenerezza del cuore», ed è «stoltissima l'opinione di quelli, i quali vorrebbero che le donne avessero in comune cogli uomini gli uffici, e gli onori: sicché in luogo di attendere ai casalinghi lavori, e ad allevare i loro figlioli perdessero in gare ambiziose la pace dell'animo, la verecondia, e la dignità della vita».
Del suo moderatismo politico e sociale, del resto, è testimonianza l'ostilità che mostrò nei confronti della breve esperienza del governo democratico instaurato in Toscana nel 1849. Nel 1850 si trasferì da Pisa a Firenze, dove la raggiunse l'invito a dirigere a Genova il nuovo "Istituto italiano di educazione femminile", che fu inaugurato il 15 novembre e per il quale a giugno la Franceschi aveva pubblicato il programma di insegnamento. Vi si prevedeva, in primo luogo, l'insegnamento della religione e della morale cattolica e poi della letteratura e della lingua italiana, della storia e della geografia, della matematica e delle scienze, e delle attività propriamente atte alla formazione dello spirito femminile: i lavori domestici e le discipline artistiche che avrebbero dato grazia alla persona, come la ginnastica, il disegno, la pittura, la danza, il canto, la musica e l'apprendimento del pianoforte e dell'arpa.
Quell'esperienza ebbe breve durata: il suo programma fu valutato criticamente dalle opposte posizioni laiche e clericali e la saltuaria presenza nell'Istituto della Franceschi, che non aveva inteso tralasciare le cure della propria famiglia a Firenze, la indussero a dimettersi nel Settembre del 1851.
Fu il periodo in cui la Franceschi si dedicò alla Educazione intellettuale delle giovani italiane, che devono essere educate nel ripudio di ogni forma di materialismo e nell'insegna dello spiritualismo, e alle Letture morali ad uso delle fanciulle, mentre, nel 1854, pubblicò Degli studi delle donne italiane. Trasferitasi nuovamente a Pisa, nel 1858 completò i due volumi de I primi quattro secoli della letteratura italiana dal secolo XIII al XVI, l'esempio, secondo la Franceschi, di quanto di meglio gli italiani seppero creare nel campo del bello e un modello di ispirazione per i contemporanei.
Nel 1857 morì la figlia Rosa, poco più che ventenne, e la madre pubblicò alcuni suoi scritti e una breve memoria; seguì da allora un lungo silenzio. Il 13 giugno 1871 venne eletta dall'Accademia della Crusca prima donna membro corrispondente; in tale occasione stese il discorso Della necessità di conservare alla nostra lingua e alla nostra letteratura l'indole schiettamente Italiana. Nel novembre del 1875 ebbe un ictus: la paralisi e il lutto prolungato a seguito della morte della figlia e poi del marito, nel 1881, la isolarono completamente: andò a vivere a Firenze nella villa del nipote Filippo, dove morì il 28 febbraio 1887. Sepolta nella cappella privata, una lapide la ricorda quale "Donna per ingegno e virtù rara in ogni tempo / quasi unica nel nostro".

## Opere
- Intorno alla più degna gloria dello scrivere, 1824
- Sull'imitazione dei classici, 1826
- Inno alla Morte, 1828
- Inno alla Provvidenza, 1828
- Della educazione morale della donna italiana, Torino, Pomba, 1847
- Letture morali ad uso delle fanciulle, Genova, Tip. De' Sordo-Muti, 1851
- Della educazione intellettuale: libri quattro indirizzati alle madri italiane, Torino, Pomba, 1849-1851
- Degli studii delle donne, Torino, Pomba, 1853
- I primi quattro secoli della Letteratura Italiana, dal secolo XIII al XVI. Lezioni, Firenze, 1856-1858.
- Rosa Ferrucci e alcuni suoi scritti pubblicati per cura di sua madre, Firenze, Barbera, 1857.
- Prose e versi, Firenze, Le Monnier, 1873
- Degli studi delle donne italiane, Firenze, Successori Le Monnier, 1876
- Ai giovani italiani. Ammaestramenti religiosi e morali, Firenze, Le Monnier, 1877
- Una buona madre. Letture morali per le giovanette, Firenze, Successori Le Monnier, 1884
- Sei lettere di Caterina Franceschi al fidanzato Michele Ferrucci. Per nozze Paolo Ferrucci e Teresa Tabarrini, Rimini, Tip. Malvolti e C., 1887
- Ida Eugenia Ciancarelli, Una donna italiana nel 1848. Lettere inedite di Caterina Franceschi Ferrucci, Rieti, Tip. Trinchi, 1907
- Epistolario di Caterina Franceschi Ferrucci edito ora la prima volta, con lettere di scrittori illustri a lei per cura di Giuseppe Guidetti, Reggio D'Emilia, Tip. U. Guidetti, 1910.
- Lettere inedite di Caterina Franceschi Ferrucci, a cura di Achille De Rubertis, Firenze, Galletti e Cocci, 1925 (estratto da Il Raccoglitore, fasc. 4, ott.-dic. 1925)
- Scritti letterari educativi e patriottici inediti o sparsi di Caterina Franceschi Ferrucci e memorie su la vita e le opere di lei, con note e proemio di Giuseppe Guidetti, Reggio d'Emilia, Tipografia editrice Guidetti, 1932
- Sara Lorenzetti, «Voi sarete... il mio tutto». Un epistolario amoroso di Caterina Franceschi, Firenze, Franco Cesati, 2006